# SWF & FLV Player
SWF & FLV Player est un lecteur de films au format Flash gratuit. C'est une application multimédia pour Mac OS qui permet de lire les fichiers SWF et FLV avec beaucoup d'autres fonctions. Elle offre les contrôles permettant de lire, de rembobiner, de faire l'avance rapide et reproduire les fichiers multimédia image-par-image.
SWF & FLV Player peut naviguer sur les adresses web pour découvrir et enregistrer tous les fichiers SWF utilisés. Au cas où un des fichiers exige des ressources externes (il peut ouvrir et lire les fichiers SWF et FLV, charger des images, etc.). SWF & FLV Player en informe l'utilisateur et permet également de télécharger les ressources externes exigées.
SWF & FLV Player crée et gère les listes de lecture -  lecture des fichiers SWF et FLV au hasard ou un par un, répéter un élément ou toute la liste de lecture, enregistrer les listes de lecture. SWF & FLV Player permet de zoomer le film pour voir ses parties spécifiques, ajuster à la taille de fenêtre ouverte ou restaurer la taille originale. Ce lecteur permet au utilisateur de définir la qualité de la lecture (utile pour les systèmes faibles ou trop chargés), régler la politique de sécurité Flash, vérifier l'information exhaustive de fichier SWF/FLV, etc.

## SWF & FLV Player version PRO
La version PRO de SWF & FLV Player fournit encore plus de fonctionnalité aux utilisateurs: capacité d'enregistrer le film Flash au moment de sa lecture peu importe s'il est chargé du site web ou localement; de passer en mode d'affichage plein écran; de capturer l'image courante du vidéo et de produire les séries des captures écran de votre film FLV et SWF préféré.